# 泰納亞灣
68°27′S 78°16′E / 68.450°S 78.267°E
泰納亞灣是南極洲的海灣，位於伊麗莎白公主地，該海灣根據挪威探險隊拍攝的空中照片被繪入地圖，現時由南極條約體系管理。